# Manfred Grund (Politiker, 1955)

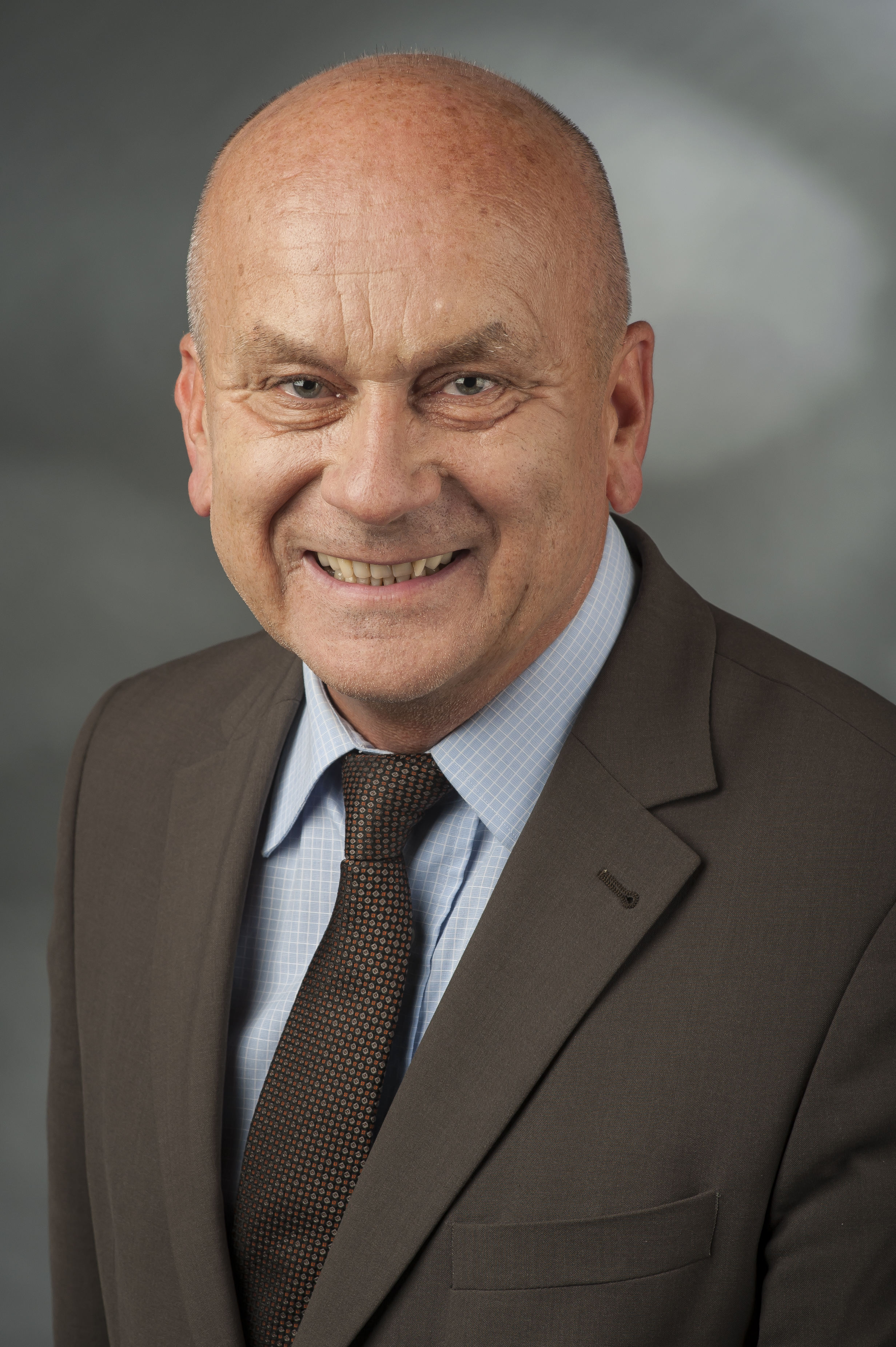
Manfred „Manni“ Grund (2014)

Manfred Grund (* 3. Juli 1955 in Zeitz) ist ein deutscher Politiker (CDU). Er war von 1994 bis 2025 Mitglied des Deutschen Bundestages.

## Ausbildung und Beruf
Grund absolvierte ein Studium der Elektrotechnik an der Technischen Universität Dresden und schloss dieses 1980 als Diplom-Elektroingenieur ab. Anschließend war er bis 1990 als Bereichsingenieur im Energiekombinat Erfurt, Betriebsteil Bleicherode, tätig.
Von 1990 bis 1994 war er Erster Beigeordneter und Dezernent in der Kreisverwaltung Heiligenstadt.

## Politische Tätigkeiten

### Partei
Im Januar 1990 wurde Grund Mitglied der CDU. Von 1994 bis 2001 war er stellvertretender Vorsitzender des CDU-Kreisverbandes Eichsfeld und daneben von 1994 bis 2003 sowie seit 2013 Vorsitzender des CDU-Stadtverbandes Heiligenstadt. Seit 1998 gehört er dem CDU-Landesvorstand in Thüringen an.

### Abgeordneter
Ab 1994 war er Mitglied des Deutschen Bundestages. Hier war er von 1998 bis 2021 einer der Parlamentarischen Geschäftsführer der CDU/CSU-Bundestagsfraktion. Von 1994 bis 1998 war er zudem Abgeordneter des Kreistag des Kreises Eichsfeld. Von 2014 bis 2015 war er Fraktionsvorsitzender der CDU im Stadtrat Heiligenstadt. Grund war ordentliches Mitglied im Ältestenrat, sowie im Auswärtigem Ausschuss.
Manfred Grund ist 1994 und 1998 als direkt gewählter Abgeordneter des Wahlkreises Nordhausen – Worbis – Heiligenstadt, 2002 des Wahlkreises Eichsfeld – Nordhausen und 2005 und 2009 des Wahlkreises Eichsfeld – Nordhausen – Unstrut-Hainich-Kreis I in den Bundestag eingezogen. Bei der Bundestagswahl 2005 erreichte er hier 37,4 % der Erststimmen; bei der Bundestagswahl 2009 konnte er dieses Ergebnis auf 43,0 % und 2013 auf 49,8 % verbessern. Bei der Bundestagswahl 2017 gewann er mit 38,0 % der Erststimmen das Direktmandat im neu zugeschnittenen nordthüringischen Bundestagswahlkreis Eichsfeld – Nordhausen – Kyffhäuserkreis und verteidigte dieses trotz starker Verluste mit 26,6 % bei der Bundestagswahl 2021.
Bei der Bundestagswahl 2025 trat er nicht erneut an.
Im Jahr 2013 besuchte Grund Nordkorea.

### Parlamentarische Funktionen
Grund war bis Oktober 2021 Vorsitzender der Landesgruppe Thüringen der CDU/CSU-Fraktion im Deutschen Bundestag. Er war Mitglied des Ältestenrates mit Kommission für Mitarbeiterangelegenheiten und Innerer Kommission. Manfred Grund war weiterhin Mitglied in folgenden Ausschüssen und Gremien:
- Ordentliches Mitglied im Auswärtigen Ausschuss
- Parlamentarische Versammlung der OSZE
- stellvertretendes Mitglied in der Interparlamentarischen Union
- Vorsitzender der Deutsch-Zentralasiatischen Parlamentariergruppe[8]

## Politische Positionen
Am 10. Dezember 2021 war er einer von fünf Abgeordneten der Unionsfraktion, die gegen einen Gesetzentwurf der Regierungskoalition aus SPD, FDP und Bündnis 90/Die Grünen stimmten, der eine Pflicht zur Impfung gegen das Corona-Virus für Beschäftigte aus bestimmten Arbeitsfeldern vorsah.

## Ehrenämter
Von 1994 bis 2002 war Manfred Grund Mitglied im Aufsichtsrat der Leinefelder Wohnungsgenossenschaft und von 2002 bis 2011 Mitglied des Vertreterversammlung der Feuerwehrunfallkasse Thüringen.
Er war Gründungsmitglied und erster Vorsitzender des Deutsch-Moldauischen Forums, dem er vom 26. März 2009 bis zum 21. November 2015 vorstand. Er ist stellvertretender Vorsitzender der Deutsch-Kasachischen Gesellschaft.

## Privates
Manfred Grund ist römisch-katholisch, verheiratet und Vater von vier Kindern.